# Слубський Володимир Тихонович
Володи́мир Ти́хонович Слу́бський (нар. 1 липня 1955, с. Довжок (Могилів-Подільський район), Вінницька область) — український художник. Член Національної спілки художників України (2023)..

## Біографія
Народився 1 липня 1955 року в с. Довжок Ямпільського району (тепер Ямпільської міської громади Могилів-Подільського району Вінницької області. Дитинство і початкова художня освіта — у м. Макіївка. Після служби в армії закінчив Ростовське художнє училище імені Митрофана Грекова (1981) за фахом «художнє оформлення». Викладачі: Отченашко Г. Ф., Фісенко Ю. І., Токарєв А. С., Резніченко І. І., Мамонтов В. І.

З 1986 року — учасник всеукраїнських пленерів каменотесів «Подільський оберіг» у селі Буша. Член Національної спілки майстрів народного мистецтва України (2005). Працював художником-оформлювачем у Могилеві-Подільському та вчителем образотворчого мистецтва в селі Горошкові на Київщині.

Зараз — у рідному селі.

## Творчість
Працює в галузі декоративно-прикладного мистецтва.

Основні твори: сюжетні і декоративні глечики, миски в стилі Трипільської культури, барського розпису, бубнівської кераміки, серед яких знакові роботи — «Моє Поділля. Ковалі», «Вогняна стійкість», «Народження коляди».

|   | Володимир Слубський відомий своїми роботами, які відтворюють давні зразки українського гончарства, повертаючи сучасникам історію та світогляд предків. Його творчість охоплює різноманітні вироби: миски, горщики, амфори та вази, які відзначаються високою майстерністю та глибоким розумінням традицій. |
| — | |

Персональні виставки:

- «Сонечко, квіти, пташки» у Вінницькому обласному центрі народної творчості (2015);[4]
- В артпросторі «Етно Чари» (Вінниця, 2024).[5]

На Вінниччині отримав звання «Людина року» у номінації «Митець» (2016), став переможцем обласного конкурсу « Кращий за професією» в номінації «Кращий народний майстер» (2018).